# Становищево
Становищево — деревня в Грязовецком районе Вологодской области России.
Входит в состав Перцевского муниципального образования, с точки зрения административно-территориального деления — в Перцевский сельсовет.
Расстояние по автодороге до районного центра Грязовца — 17 км, до центра муниципального образования Слободы — 7 км. Ближайшие населённые пункты — Дьяконово, Илейкино, Дорожный Крутец, Черногубово, Чахлово, Сторонний Крутец.
По переписи 2002 года население — 35 человек (17 мужчин, 18 женщин). Всё население — русские.